# Franska rivieran

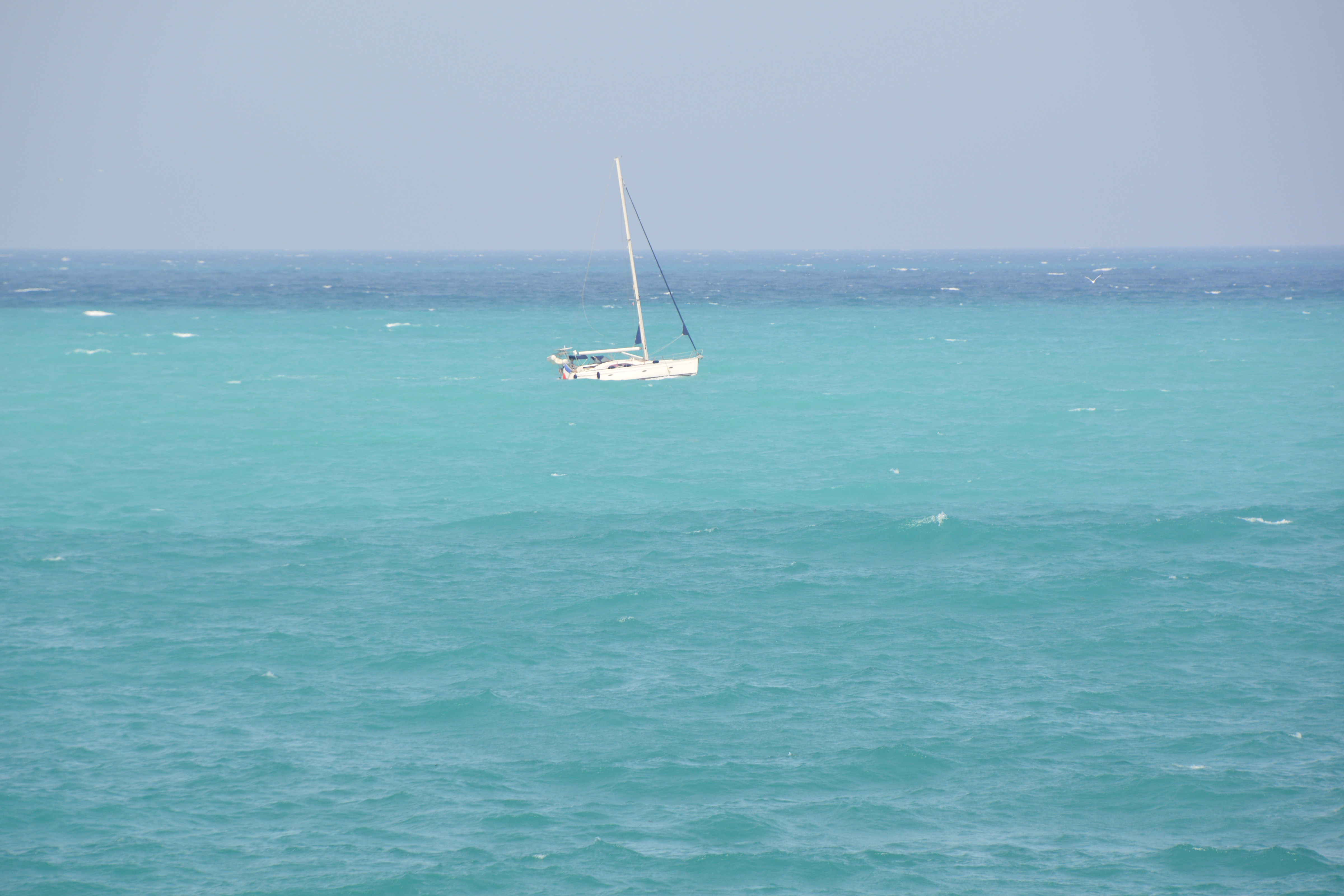
Medelhavet utanför Antibes.

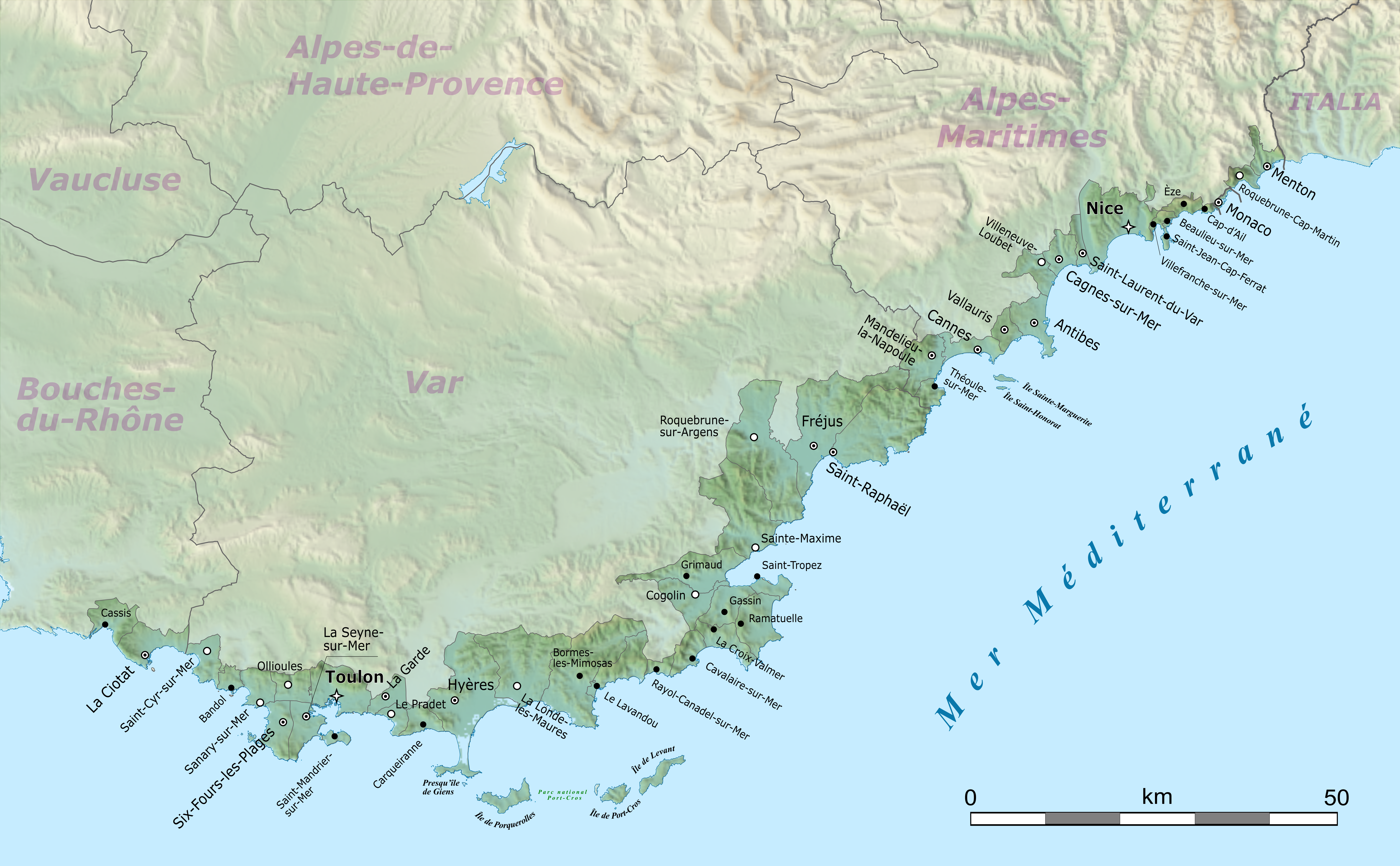
Karta över Franska rivieran.

Franska rivieran är ett begrepp för kuststräckan vid Medelhavet i provinsen Provence, från italienska gränsen i öster till Toulon i väster. På franska och flera andra språk benämns den Côte d'Azur (occitanska: Còsta d'Azur; "azur-kusten". Det är den franska delen av den kuststräcka mellan Toulon och italienska La Spezia som under lång tid benämnts Rivieran. 
Det franska begreppet Côte d’Azur myntades 1887 av författaren Stéphen Liégeard. Det engelska begreppet French Riviera bygger på det italienska ordet riviera som kommit att bli ett internationellt vedertaget begrepp för en turistiskt och kulturellt attraktiv kuststräcka.
Den ligger i departementen Var, Alpes-Maritimes och Bouches-du-Rhône. Kända kuststäder är Toulon, Hyères, Saint Tropez, Sainte Maxime, St. Raphaël, Cannes, Antibes, Nice, Villefranche-sur-Mer, St. Jean Cap Ferrat, Monaco och Menton. Städerna förbinds såväl med järnväg som med motorvägen A8.
Området har lockat besökare sedan 1700-talet, då främst från Storbritannien. Den brittiska turismen var småskalig under första halvan av 1800-talet, men tog rejäl fart efter det att den första järnvägen från Marseille till Nice stod klar 1864. Järnvägen utvidgades därefter successivt österut och sammankopplades med det italienska järnvägsnätet i Ventimiglia. Brittiska och franska entreprenörer lät uppföra påkostade hotellanläggningar, och i den självständiga mikrostaten Monaco grundade den styrande furstefamiljen det sedermera välbekanta casinot. De engelska, ryska och belgiska kungahusen var tidigt bland de som firade sina semestrar i området och lät uppföra villor och palats. Efter det första världskriget blev den franska rivieran även populär bland välbeställda amerikaner. Efter det andra världskriget har flera av orterna satsat medvetet på festivaler och kulturevenemang, och på att attrahera ett internationellt klientel av kända och köpstarka besökare. Färdigställandet av motorvägen A8 från Aix-en-Provence och sammankopplingen med det italienska motorvägsnätet under sent 1970-tal har varit en viktig del av utvecklingen, liksom utbyggnaden av flygplatsen i Nice under 1980-talet.

## Tätorter från väster till öster
Den franska rivierans västra gräns är något omdiskuterad, men anses normalt ligga i trakten av hamn- och militärstaden Toulon. Staden omges av mindre kuststäder som Bandol och Sanary-sur-Mer. Följer man kusten i östlig riktning kommer man till  Hyères som med sitt milda klimat var populärt bland brittiska besökare redan på 1700-talet. Därefter passerar kustvägen mindre städer som Le Lavandou och Cavalaire-sur-Mer innan den når den halvö där den exklusiva badorten Saint-Tropez ligger. Längst in i bukten innanför halvön ligger byn Port Grimaud som uppfördes på 1970-talet och likt Venedig byggts på vatten.
Mitt emot Saint-Tropez ligger Sainte-Maxime och längs kusten österut ligger Saint-Raphaël där kusten rundar Esterel-massivet med röda klippor som stupar ned i vattnet. Massivet sluttar ned mot en lång och platt kuststräcka där i tur och ordning de sammanväxta städerna La Napoule, Mandelieu och Cannes ligger. Cannes är en av Franska rivierans centralorter med exklusiva hotell, en internationell filmfestival och en omfattande konferensverksamhet. I inlandet ovanför Cannes ligger bland annat gastronomiska vallfartsorten Mougins och parfymstaden Grasse.
Bortom Cannes ligger kuststaden Golfe Juan, där Napoleon I steg iland vid sin återkomst från exilen på Elba, och därefter följer en större stadsbildning där halvön Cap d'Antibes löper ut. Tvillingstäderna Antibes och Juan-les-Pins är olika till sin karaktär - Antibes är en traditionell fransk småstad medan Juan är en exklusiv badort. Tillsammans bildar städerna dock en av Södra Frankrikes mest expansiva områden, mycket på grund av den internationella teknikparken Sophia Antipolis som är belägen en bit innanför kusten. Själva Cap d'Antibes är huvudsakligen bebyggd med villor.
Öster om Antibes är kusten fortsatt flack, med tätbebyggda orter som Villeneuve-Loubet, Cagnes-sur-mer och Saint-Laurent-du-Var. Alldeles öster om floden Var ligger kustens internationella flygplats Nice Côte d'Azur, vars landningsbana är byggd på en utfylld halvö i havet.
Intill flygplatsen ligger Rivierans huvudort Nice som är berömd för sin strandpromenad, museer, byggnadsverk, den gamla staden i italiensk stil och den gamla hamnen. Från den gamla hamnen i Nice går det färjor till bland annat till Korsika. I stadens östra delar når bergen ända fram till vattnet, och kusten är härifrån mycket brant och kuperad. 
Från Nice går tre vägar (cornicher) österut; kustvägen Basse Corniche samt bergsvägarna Moyenne Corniche och Haute Corniche. Kustvägen rundar Mont Boron och svänger sedan tvärt in i en vik där byn Villefranche-sur-mer är belägen. Mitt emot byn ligger halvön Cap Ferrat där några av Frankrikes dyraste och mest exklusiva villor och lägenheter finns. På andra sidan halvön ligger badorten Beaulieu-sur-mer.
Efter en mycket brant kuststräcka, där vägen delvis löper i tunnlar, ligger halvön Cap d'Ail som i öster gränsar till Monaco. Vid Monaco upphör också de tre cornicherna, och en ensam kustväg löper därefter vidare mot byn Roquebrune-Cap-Martin och halvön Cap Martin. Den franska delen av Rivieran slutar vid gränsstaden Menton. I öster tar Italienska rivierans västliga del (Riviera di Ponente) vid med orter som Ventimiglia, Sanremo och Bordighera.